# Aukščiausioji lyga 1976
L'edizione 1976 dell'Aukščiausioji lyga fu la trentaduesima come campionato della Repubblica Socialista Sovietica Lituana; la vittoria andò all'Atmosfera Mažeikiai, giunto al suo 1º titolo.

## Formula
La formula dell'anno precedente fu cambiata radicalmente: il campionato fu in ogni caso disputato su due gironi ed in due fasi e i club partecipanti rimasero 26, con la rinunciataria Chemikas Kėdainiai sostituita dall'Impulsas Telšiai. Nella prima fase i 26 club furono divisi come al solito in due gironi (Zalgiris e Nemunas) formati da 14 e 12 squadre: ma stavolta furono disputate gare di sola andata, per un totale rispettivamente di 13 e 11 partite per squadra.
Nella seconda fase le squadre classificate ai primi quattro (e non più tre) posti dei rispettivi gironi disputavano un torneo a otto, con punteggi azzerati rispetto alla prima fase e gare di andata e ritorno, per un totale di 14 partite. Tutte le altre, invece, rimasero nei rispettivi gironi affrontandosi nuovamente: non ci fu quindi un'unica nona o undicesima, ma due squadre considerate a pari merito none e così via; solo le ultime due del girone Zalgiris furono classificate 25ª e 26ª. In entrambi fu conservato il punteggio della prima fase, ma mentre nel girone Zalgiris furono disputate gare di sola andata (di fatto il ritorno della prima fase, per un totale complessivo di 22 partite per squadra), in quello Nemunas ci furono turni di andata e ritorno per un totale complessivo di 25 incontri per squadra.
Non erano previste retrocessioni.

## Prima fase

### Girone Nemunas

#### Classifica finale
| Pos. | Squadra                 | Pt | G  | V | N | P | GF | GS | DR  |
| ---- | ----------------------- | -- | -- | - | - | - | -- | -- | --- |
| 1.   | Vienybė Ukmergė         | 19 | 11 | 8 | 3 | 0 | 22 | 5  | +17 |
| 2.   | Dainava Alytus          | 18 | 11 | 8 | 2 | 1 | 25 | 9  | +16 |
| 3.   | Atmosfera Mažeikiai     | 17 | 11 | 7 | 3 | 1 | 26 | 5  | +21 |
| 4.   | Nevėžis                 | 15 | 11 | 6 | 3 | 2 | 17 | 4  | +13 |
| 5.   | Sūduva                  | 13 | 11 | 5 | 3 | 3 | 23 | 9  | +14 |
| 6.   | Sveikata                | 11 | 11 | 5 | 1 | 5 | 12 | 7  | +5  |
| 7.   | Tauras                  | 9  | 11 | 3 | 3 | 5 | 9  | 16 | -7  |
| 8.   | Cementas Naujoji Akmenė | 9  | 11 | 3 | 3 | 5 | 7  | 23 | -16 |
| 9.   | Kooperatininkas Plungė  | 6  | 11 | 2 | 2 | 7 | 11 | 29 | -18 |
| 10.  | Minija Kretinga         | 6  | 11 | 2 | 2 | 7 | 6  | 16 | -10 |
| 11.  | Banga Gargždai          | 5  | 11 | 2 | 1 | 8 | 7  | 21 | -14 |
| 12.  | Impulsas Telšiai        | 4  | 11 | 1 | 2 | 8 | 5  | 26 | -21 |

#### Verdetti
- Qualificate al Girone per il titolo: Dainava Alytus, Vienybė Ukmergė, Atmosfera Mažeikiai e Nevėžis Kėdainiai.

### Girone Žalgiris

#### Classifica finale
| Pos. | Squadra                | Pt | G  | V | N | P | GF | GS | DR  |
| ---- | ---------------------- | -- | -- | - | - | - | -- | -- | --- |
| 1.   | Aušra Vilnius          | 20 | 13 | 9 | 2 | 2 | 20 | 8  | +12 |
| 2.   | Kelininkas Kaunas      | 19 | 13 | 8 | 3 | 2 | 22 | 8  | +16 |
| 3.   | Pažanga Vilnius        | 17 | 13 | 7 | 3 | 3 | 16 | 8  | +8  |
| 4.   | Tauras Šiauliai        | 17 | 13 | 6 | 5 | 2 | 23 | 15 | +8  |
| 5.   | Statybininkas Šiauliai | 15 | 13 | 6 | 3 | 4 | 16 | 9  | +7  |
| 6.   | Granitas Klaipėda      | 14 | 13 | 6 | 2 | 5 | 19 | 11 | +8  |
| 7.   | Statyba Panevėžys      | 12 | 13 | 5 | 2 | 6 | 14 | 15 | -1  |
| 8.   | Šviesa Vilnius         | 12 | 13 | 3 | 6 | 4 | 13 | 14 | -1  |
| 9.   | Atletas Kaunas         | 11 | 13 | 3 | 5 | 5 | 12 | 18 | -6  |
| 10.  | Inkaras Kaunas         | 11 | 13 | 3 | 5 | 5 | 11 | 18 | -8  |
| 11.  | Banga Kaunas           | 10 | 13 | 3 | 4 | 6 | 5  | 10 | -5  |
| 12.  | Ekranas                | 9  | 13 | 4 | 1 | 8 | 12 | 25 | -13 |
| 13.  | Elektronas Vilnius     | 8  | 13 | 3 | 2 | 8 | 11 | 21 | -11 |
| 14.  | Politechnika Kaunas    | 7  | 13 | 3 | 1 | 9 | 9  | 23 | -14 |

#### Verdetti
- Qualificate al Girone per il titolo: Aušra Vilnius, Tauras Šiauliai, Kelininkas Kaunas e Pažanga Vilnius.

## Seconda fase

### Girone per il titolo
|                        | Pos. | Squadra             | Pt | G  | V | N | P  | GF | GS | DR  |
| ---------------------- | ---- | ------------------- | -- | -- | - | - | -- | -- | -- | --- |
| RSS Lituana (bandiera) | 1.   | Atmosfera Mažeikiai | 19 | 14 | 8 | 3 | 3  | 27 | 14 | +13 |
|                        | 2.   | Vienybė Ukmergė     | 17 | 14 | 7 | 3 | 4  | 20 | 15 | +5  |
|                        | 3.   | Pažanga Vilnius     | 17 | 14 | 7 | 3 | 4  | 15 | 17 | -2  |
|                        | 4.   | Dainava Alytus      | 16 | 14 | 4 | 4 | 3  | 17 | 12 | +5  |
|                        | 5.   | Kelininkas Kaunas   | 15 | 14 | 7 | 1 | 6  | 21 | 14 | +7  |
|                        | 6.   | Nevėžis             | 15 | 14 | 6 | 3 | 5  | 24 | 17 | +7  |
|                        | 7.   | Tauras Šiauliai     | 12 | 14 | 4 | 4 | 6  | 19 | 25 | -6  |
|                        | 8.   | Aušra Vilnius       | 1  | 14 | 0 | 1 | 13 | 6  | 35 | -29 |

### Girone Nemunas
| Pos. | Squadra                 | Pt | G  | V  | N | P  | GF | GS | DR  |
| ---- | ----------------------- | -- | -- | -- | - | -- | -- | -- | --- |
| 9.   | Sūduva                  | 29 | 25 | 12 | 5 | 8  | 47 | 22 | +25 |
| 11.  | Sveikata Kybartai       | 26 | 25 | 11 | 4 | 10 | 33 | 26 | +7  |
| 13.  | Tauras                  | 26 | 25 | 10 | 6 | 9  | 36 | 38 | -2  |
| 15.  | Cementas Naujoji Akmenė | 21 | 25 | 7  | 7 | 11 | 19 | 43 | -24 |
| 17.  | Banga Gargždai          | 20 | 25 | 9  | 2 | 14 | 27 | 38 | -11 |
| 19.  | Impulsas Telšiai        | 20 | 25 | 7  | 6 | 12 | 32 | 46 | -14 |
| 21.  | Minija Kretinga         | 18 | 25 | 6  | 6 | 13 | 21 | 40 | -19 |
| 23.  | Kooperatininkas Plungė  | 15 | 25 | 5  | 5 | 15 | 30 | 59 | -29 |

### Girone Žalgiris
| Pos. | Squadra                | Pt | G  | V  | N | P  | GF | GS | DR  |
| ---- | ---------------------- | -- | -- | -- | - | -- | -- | -- | --- |
| 9.   | Statybininkas Šiauliai | 28 | 22 | 12 | 4 | 6  | 32 | 17 | +15 |
| 11.  | Granitas Klaipėda      | 26 | 22 | 10 | 6 | 6  | 31 | 16 | +15 |
| 13.  | Inkaras Kaunas         | 24 | 22 | 9  | 6 | 7  | 28 | 28 | +0  |
| 15.  | Atletas Kaunas         | 24 | 22 | 8  | 8 | 6  | 25 | 26 | -1  |
| 17.  | Statyba Panevėžys      | 19 | 22 | 8  | 3 | 11 | 31 | 31 | +0  |
| 19.  | Šviesa Vilnius         | 19 | 22 | 5  | 9 | 8  | 22 | 25 | -3  |
| 21.  | Banga Kaunas           | 19 | 22 | 7  | 5 | 10 | 16 | 20 | -4  |
| 23.  | Ekranas                | 16 | 22 | 6  | 4 | 12 | 20 | 42 | -22 |
| 25.  | Elektronas Vilnius     | 13 | 22 | 5  | 3 | 14 | 17 | 35 | -22 |
| 26.  | Politechnika Kaunas    | 11 | 22 | 4  | 3 | 15 | 21 | 45 | -24 |